# Anna pomorska (1491/1492–1550)
Anna pomorska (ur. na przeł. 1491/1492, zm. 25 kwietnia 1550) – najstarsza córka księcia pomorskiego Bogusława X z rodu Gryfitów i jego drugiej żony, Anny Jagiellonki – córki króla Polski Kazimierza Jagiellończyka.
W dniu 9 czerwca 1516 Anna pomorska poślubiła księcia Jerzego I brzeskiego. Związek trwał aż do śmierci Jerzego I w 1521. Zgodnie z wolą męża, Anna otrzymała jako oprawę wdowią księstwo lubińskie z pełną suwerennością ziem aż do własnej śmierci. 29 lat później, 25 kwietnia 1550, po śmierci Anny Pomorskiej ziemie księstwa zostały ponownie włączone do Księstwa Legnickiego.

## Genealogia
| Eryk II ur. w okr. 1418–1425 lub poźn. zm. 5 VII 1474 | Eryk II ur. w okr. 1418–1425 lub poźn. zm. 5 VII 1474 |                                              |                                              | Zofia ur. ok. 1434 zm. 24 VIII 1497 | Zofia ur. ok. 1434 zm. 24 VIII 1497 |  |  | Kazimierz IV Jagiellończyk ur. 30 XI 1427 zm. 7 VI 1492 | Kazimierz IV Jagiellończyk ur. 30 XI 1427 zm. 7 VI 1492 |                                                   |                                                   | Elżbieta Rakuszanka ur. na przeł. 1436/1437 zm. 30 VIII 1505 | Elżbieta Rakuszanka ur. na przeł. 1436/1437 zm. 30 VIII 1505 |
|                                                       |                                                       |                                              |                                              |                                     |                                     |  |  |                                                         |                                                         |                                                   |                                                   |                                                              |                                                              |
|                                                       |                                                       |                                              |                                              |                                     |                                     |  |  |                                                         |                                                         |                                                   |                                                   |                                                              |                                                              |
|                                                       |                                                       | Bogusław X ur. 28 lub 29 V 1454 zm. 5 X 1523 | Bogusław X ur. 28 lub 29 V 1454 zm. 5 X 1523 |                                     |                                     |  |  |                                                         |                                                         | Anna Jagiellonka ur. 12 III 1476 zm. 12 VIII 1503 | Anna Jagiellonka ur. 12 III 1476 zm. 12 VIII 1503 |                                                              |                                                              |
|                                                       |                                                       |                                              |                                              |                                     |                                     |  |  |                                                         |                                                         |                                                   |                                                   |                                                              |                                                              |
|                                                       |                                                       |                                              |                                              |                                     |                                     |  |  |                                                         |                                                         |                                                   |                                                   |                                                              |                                                              |
|                                                       |                                                       |                                              |                                              |                                     |                                     |  |  |                                                         |                                                         |                                                   |                                                   |                                                              |                                                              |

|  |  |  |  | Anna pomorska (ur. na przeł. 1491/1492, zm. 25 IV 1550) |